# Miss Shachiku and the Little Baby Ghost
Miss Shachiku and the Little Baby Ghost (社畜さんは幼女幽霊に癒されたい。?, Shachiku-san wa yōjo yūrei ni iyasaretai., lett. "Lo schiavo della compagnia vuole essere guarito da una ragazzina fantasma") è un manga scritto e disegnato da Imari Arita. È pubblicato mensilmente sulla rivista Monthly Shōnen Gangan di Square Enix dall'agosto 2019. I capitoli sono poi raccolti in volumi monografici tankōbon.

## Personaggi
Fushihara-san (伏原さん?)
Doppiata da: Hisako Kanemoto
È la protagonista della storia. La ragazza è schiava del lavoro a causa delle regole della sua compagnia che la tengono fino a notte tarda e causando molto stress. Tuttavia grazie ai poteri di Yurei, la ragazza più motivata e meno stressata.
Yurei-chan (幽霊ちゃん?)
Doppiata da: Rina Hidaka
È il fantasma di una ragazzina preoccupata per la salute di Fushihara. Cerca ogni modo di convincere la ragazza ad abbandonare il lavoro della compagnia dove lavora ma Fushihara crede con i poteri della fantasma riesca a non abbattersi sul lavoro, il che motiva molto Yurei.
Myako (みゃーこ?)
Doppiato da: Konomi Kohara
È un gatto fantasma che venne salvato da Yurei e da allora diventa fedele alla ragazzina. Myako ha la capacità di trasformarsi in una ragazza dai capelli neri.
Kurahashi-san (倉橋さん?)
Doppiata da: Maaya Uchida
È una ragazza illustratrice casalinga e vicino di casa di Fushihara. È una persona che a volte trascura molto il suo lavoro e piange a volte con molta facilità se le cose non vanno bene.
Lily (リリィ?)
Doppiata da: Kaori Ishihara
È una cameriera fantasma che abita nella casa di Kurahashi ed è molto legata alla ragazza.
Shino (志乃?)
Doppiata da: Ikumi Hasegawa
Una ragazza e amica di Fushihara.
Miko-chan (ミコちゃん?)
Doppiata da: Yui Ogura
È una messaggera che tiene 806 anni e possiede delle corna da demone e una coda da volte e per questo si fa chiamare "Miko la volpe-demone".

## Media

### Manga
Il manga è scritto e disegnato da Imari Arita e pubblicato sulla rivista Monthly Shōnen Gangan di Square Enix a partire dal 9 agosto 2019. Il primo volume tankōbon è stato pubblicato il 9 agosto 2019 e all'11 novembre 2021 ne sono stati pubblicati in tutto sei.

#### Volumi
| Nº | Data di prima pubblicazione | Data di prima pubblicazione | Data di prima pubblicazione |
| Nº | Giapponese                  | Giapponese                  |                             |
| -- | --------------------------- | --------------------------- | --------------------------- |
| 1  | 9 agosto 2019               | ISBN 978-4-75-756223-3      |                             |
| 2  | 12 febbraio 2020            | ISBN 978-4-75-756500-5      |                             |
| 3  | 10 luglio 2020              | ISBN 978-4-75-756679-8      |                             |
| 4  | 11 dicembre 2020            | ISBN 978-4-75-756935-5      |                             |
| 5  | 11 luglio 2021              | ISBN 978-4-75-757316-1      |                             |
| 6  | 11 novembre 2021            | ISBN 978-4-75-757565-3      |                             |

### Anime

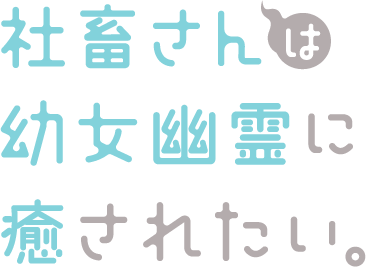
Logo della serie

L'11 giugno 2021 Square Enix ha annunciato sul sito ufficiale di Monthly Shōnen Gangan l'uscita di un adattamento anime della serie. La serie televisiva anime è realizzata dallo studio Project No.9. Kū Nabara è il regista, con la sceneggiatura scritta da Deko Akao, character design di Haruka Tanaka, mentre le musiche composte da Satoshi Hōno e Ryūnosuke Kasai. La serie è in onda a partire dal 7 aprile 2022 sulle reti Tokyo MX, Nippon Television e AT-X.

#### Episodi
| Nº |            | In onda        | In onda |
| Nº | Giapponese |                |         |
| 1  |            | 7 aprile 2022  |         |
| 2  |            | 14 aprile 2022 |         |
| 3  |            | 21 aprile 2022 |         |
| 4  |            | 28 aprile 2022 |         |